# Евфросиниевское кладбище (Вильнюс)

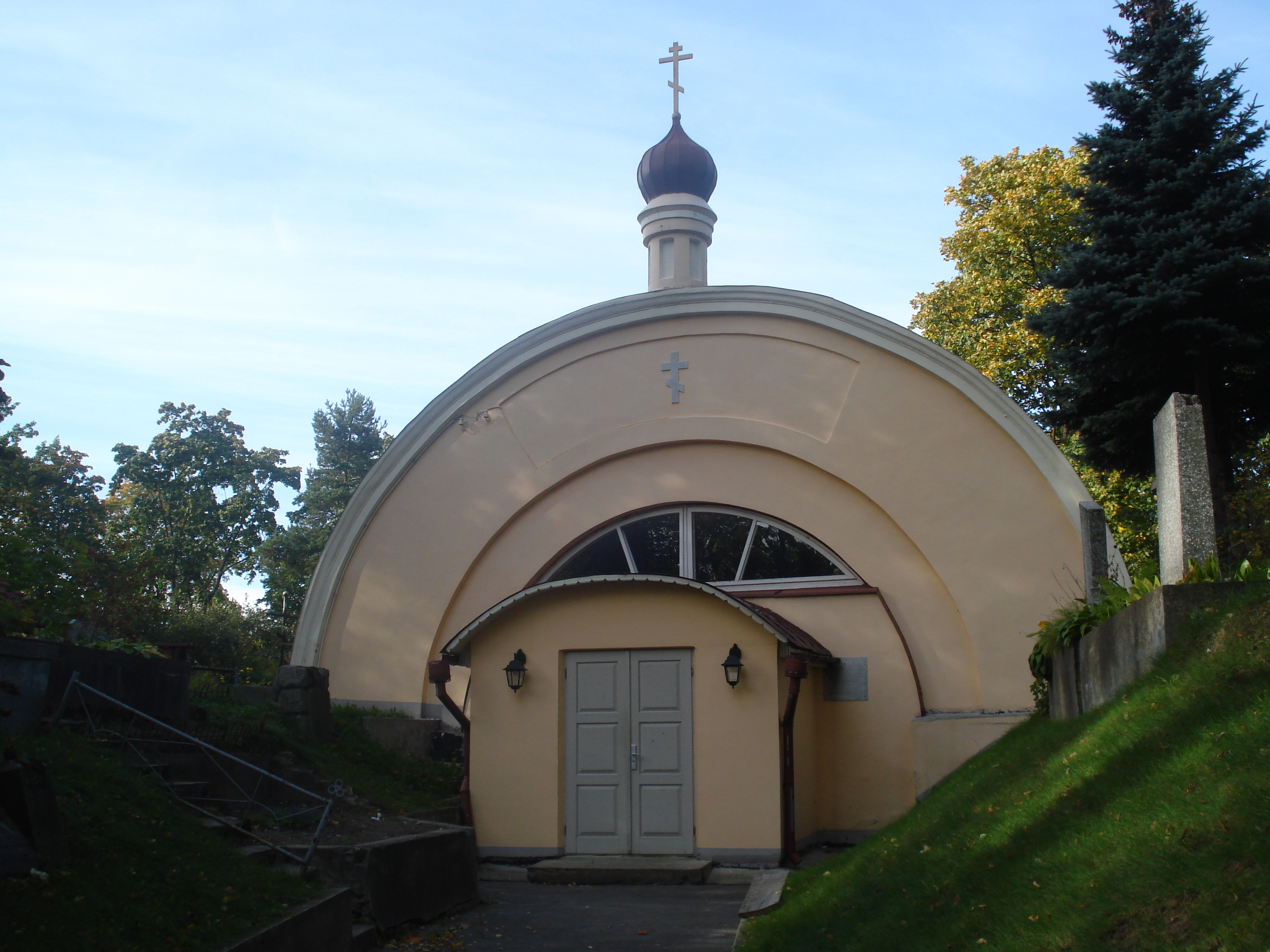
Пещерная церковь Святителя Тихона Задонского

Евфроси́ниевское кла́дбище в Вильнюсе — один из древнейших и ценных в историко-культурном отношении православных некрополей Литвы. Расположено в южной части города за Острой брамой и железной дорогой на улице Лепкальнё («Липо́вка», Liepkalnio g.).

## История
Земля под кладбище была отведена в 1796 году городской думой из городских земель.
В 1837 году была заложена кладбищенская церковь Преподобной Евфросинии Полоцкой. Со времени постройки храма кладбище находилось в церковном ведении. Значительные средства на приобретение дополнительных участков и благоустройство кладбища жертвовал купец Т. Ф. Зайцев.

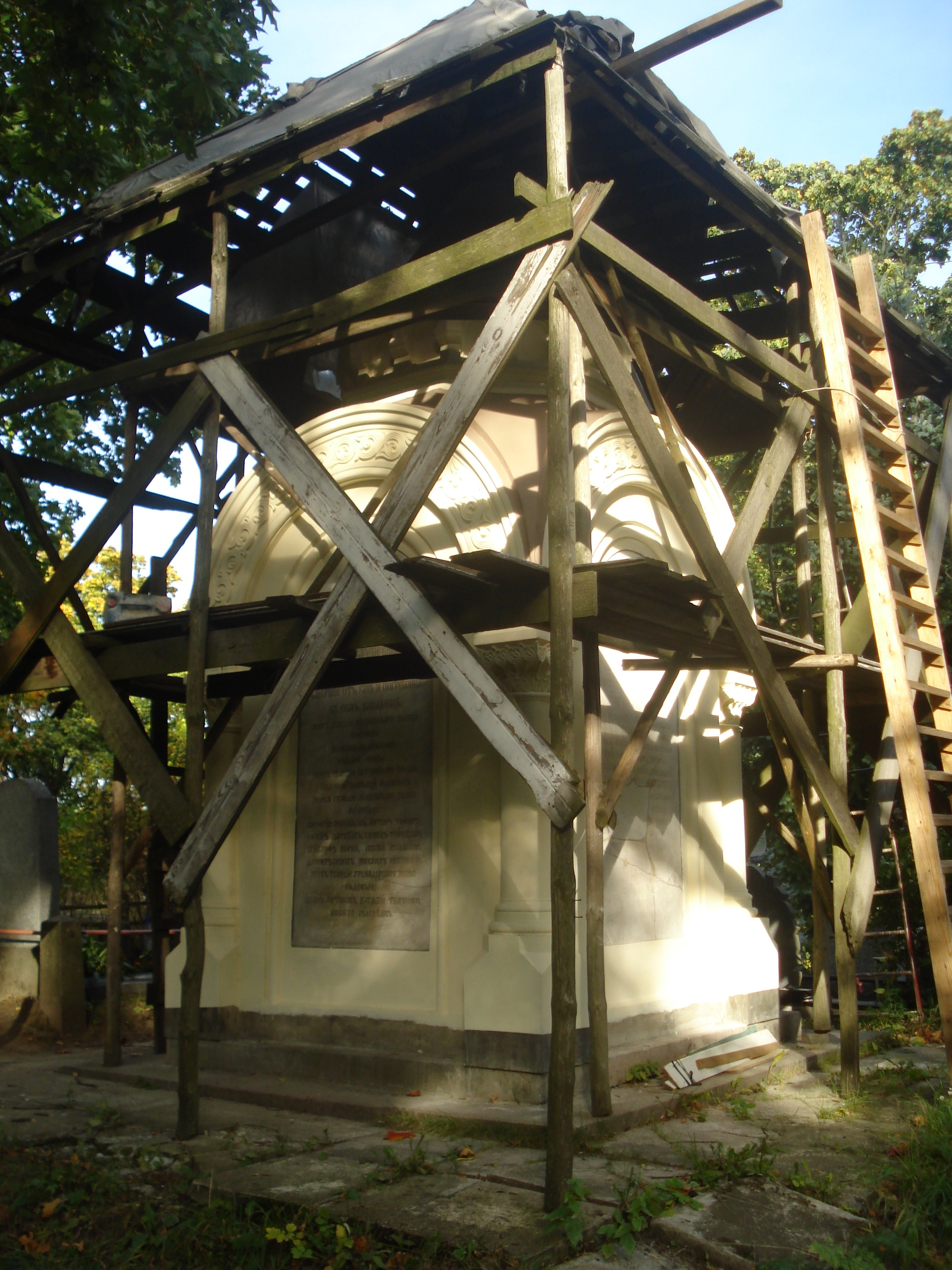
Георгиевская часовня

 После его смерти душеприказчик в 1843 году возвёл усыпальницу в виде грота в песчаной горе. В 1914 году усыпальница Тихона Зайцева была расширена и перестроена в пещерную церковь Святителя Тихона Задонского. Церковь освятил архиепископ Литовский и Виленский Тихон (Беллавин).
В 1865 году церковь Евфросинии Полоцкой была расширена и перестроена. В том же году по проекту архитектора Н. М. Чагина и академика Академии художеств А. И. Резанова была сооружена часовня Святого Георгия Победоносца на месте захоронения русских солдат и офицеров, павших при подавлении восстания 1863 года, с мемориальными мраморными таблицами на трёх наружных стенах, на которых высечены имена павших и погребённых здесь русских воинов. Часовня была сооружена на суммы, пожертвованные императрицей Марией Александровной и её детьми (500 рублей), а также собранные по подписке (М. Н. Муравьев ассигновал недостающую на постройку часовни сумму в 4000 рублей). Часовня византийского стиля была возведена на гранитном пьедестале. Внутри часовни помещалась икона святого Георгия, написанная академиком Н. И. Тихобразовым. Освящена часовня была 25 августа 1865 года (в настоящее время отремонтирована, внутри помещена мозаичная икона св.Георгия Победоносца).
На кладбище в период немецкой оккупации Вильнюса во время Второй мировой войны нацистами закапывались в ямы расстрелянные, умершие от ран и болезней советские военнопленные и мирные граждане. В 1942—1943 годах здесь был похоронен 1 151 человек; известны имена и фамилии 382 из них. В 1997 году на средства Российской Федерации был возведён мемориал жертвам фашизма: облицованная мраморной крошкой стена, в нише которой установлен памятник. На чёрном шлифованном граните высечена надпись:
Вечная память

жертвам фашизма,

расстрелянным 

в 1941—1944 гг.

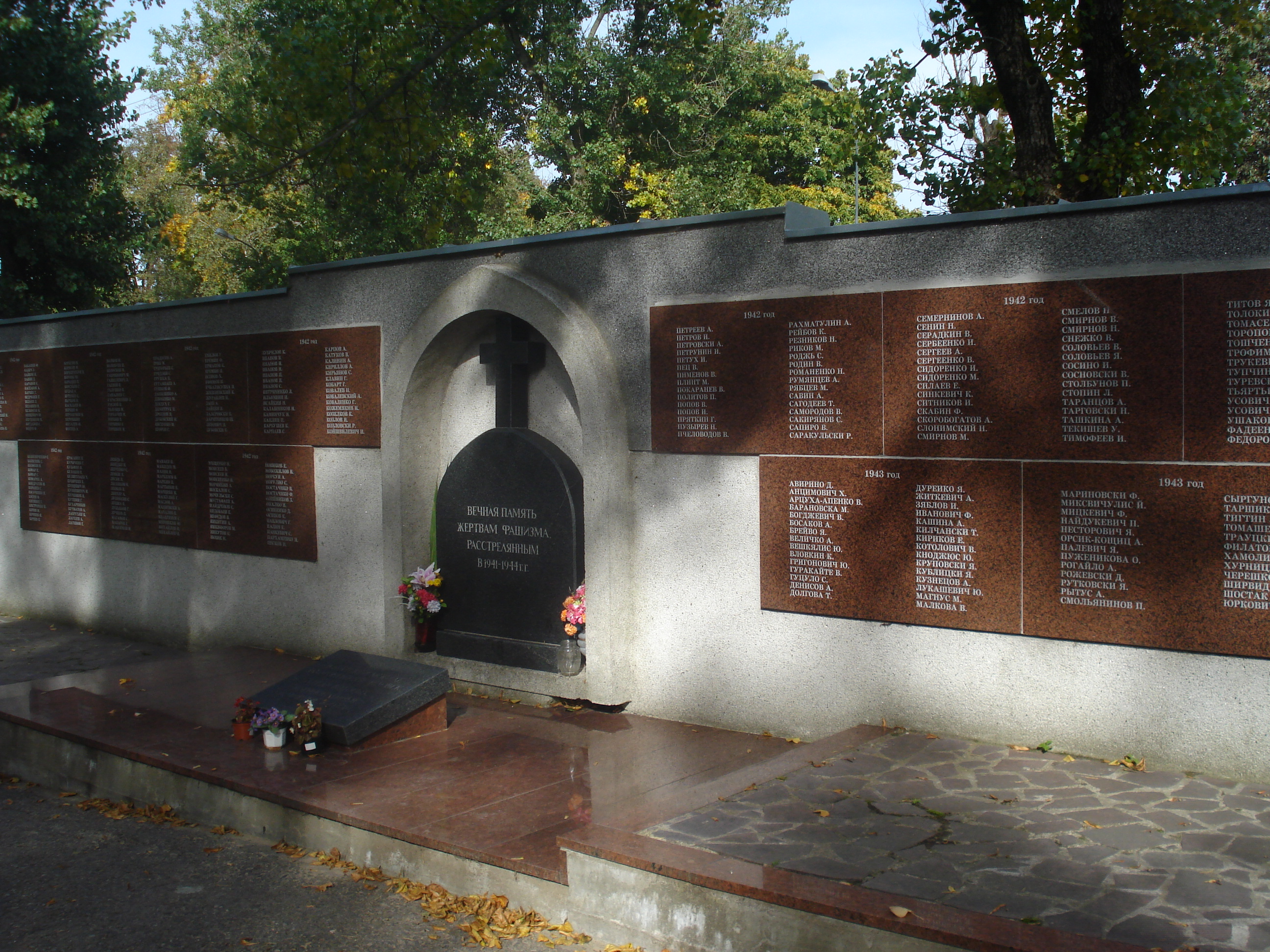
Мемориал жертвам фашизма

В 2002 году мемориал был отреставрирован на средства Российской Федерации при содействии Посольства России в Литве. При этой реставрации на стене были установлены таблицы с известными именами погибших.
В 1948 году кладбище было национализировано. После восстановления независимости Литвы в 1991 году власти города передали кладбище в заведование приходской общине.
После закрытия протестантского кладбища в Вильнюсе на горе Таурас в 1958 году и последующей его ликвидации некоторая часть захоронений была перемещена на православное Евфросиньевское кладбище, в том числе захоронения писателя, юриста Александра Жиркевича (1857—1927), артиста Сергея Бенони-Иустинова (1896—1944).
Недалеко от кладбища на улице Naujininkų, 20 располагается старообрядческое кладбище.

## Захоронения

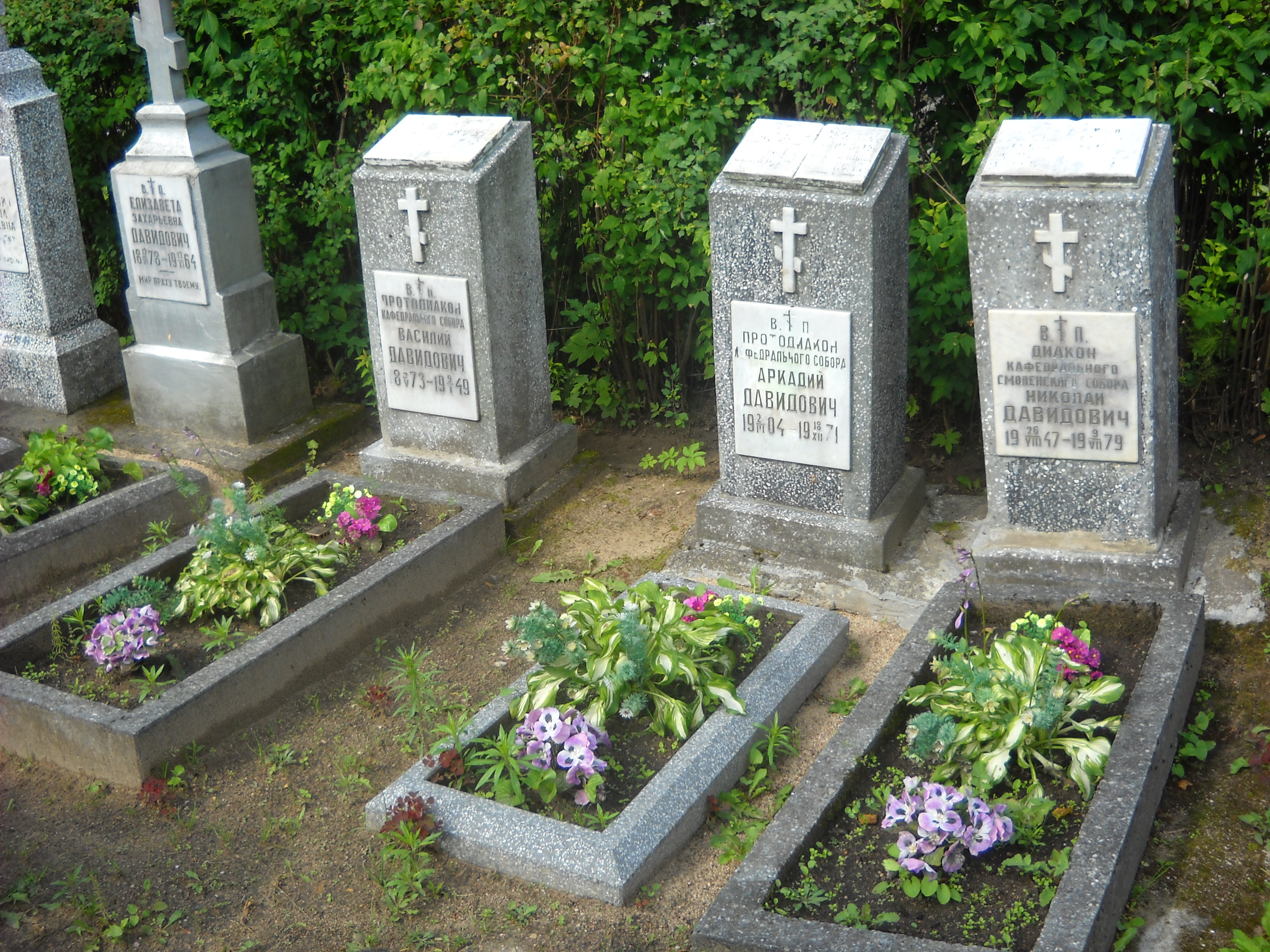
Могилы священнослужителей

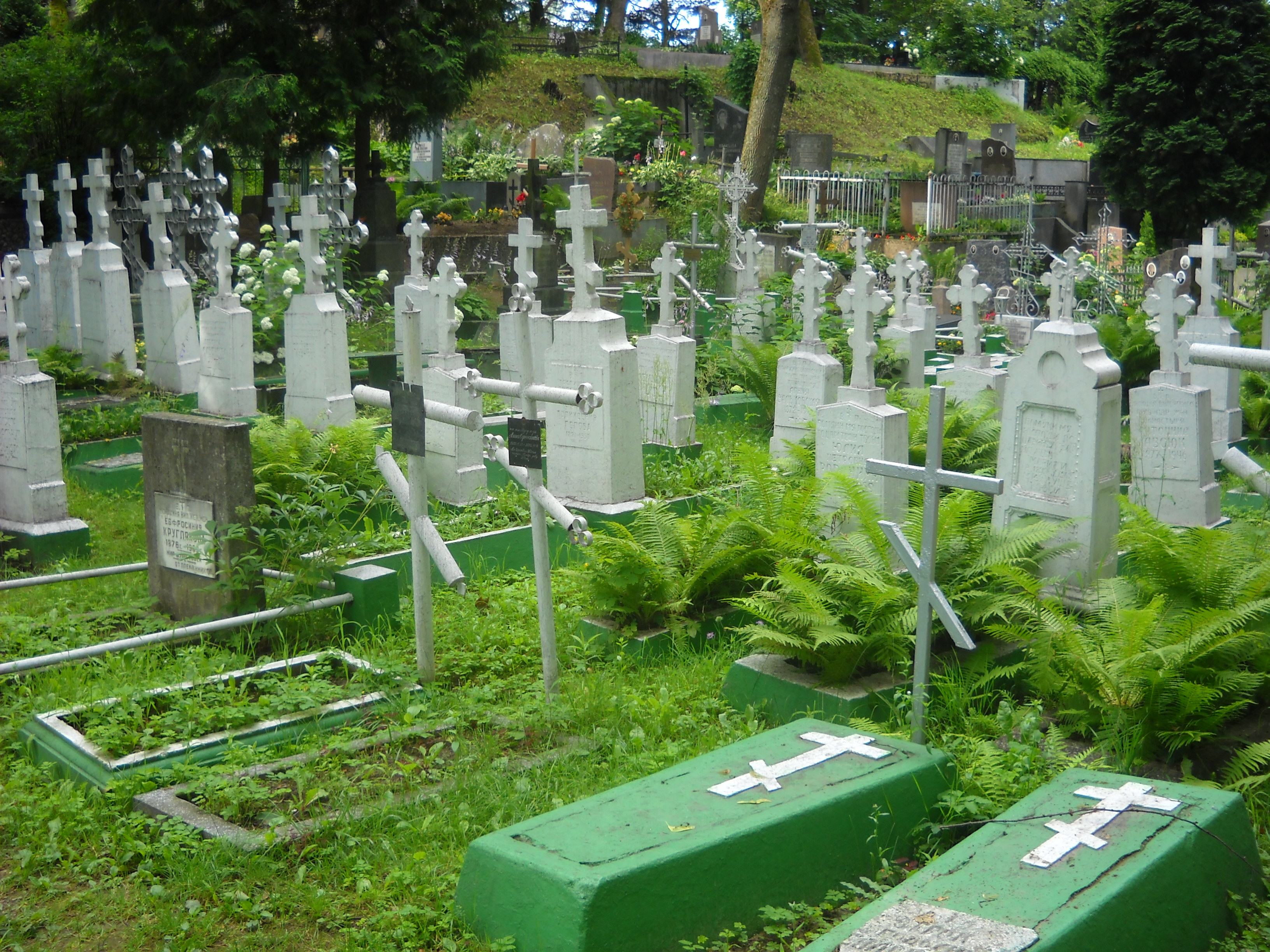
Могилы монахинь из Марие-Магдалининский монастыря

На кладбище похоронены многие видные чиновники, военачальники, церковные иерархи, выдающиеся деятели русской культуры Вильны и Литвы XIX—XX веков:
- Бухарский Андрей Иванович[5] (1770—1833), сенатор, тайный советник, почт-директор Литовского почтамта; автор од и популярных в конце XVIII века комедий.
- Говорский Ксенофонт Антонович[6] (1811—1871) — русский археолог, историк, журналист и издатель.
- Головацкий Яков Фёдорович[7] (1814—1888), украинский поэт, украинский и русский историк и фольклорист.
- Дараган Анна Михайловна[8] (1806—1877), педагог и литератор, детская писательница.
- Жиркевич Александр Владимирович[9] (1857—1927) — русский поэт, прозаик, публицист, военный юрист, коллекционер, общественный деятель.
- Котович Иоанн Антонович[10] (1839—1911) — священник и литератор, редактор «Литовских Епархиальных Ведомостей»: памятник из местного серого гранита с высоким каменным крестом и фотографией на фарфоре.
- Крачковский Юлиан Фомич[11] (1840—1903), историк и краевед, отец известного востоковеда И. Ю. Крачковского.
- Кузменко Михаил — протоиерей, настоятель  Спасо-Евфросиньевского Храма г.Полоцка
- Кукольник Павел Васильевич[12] (1795—1884), историк, поэт, педагог, драматург, профессор истории и статистики Виленского университета, брат Н. В. Кукольника.
- Макаров Михаил Михайлович[13] (1938—2020) — ведущий актёр Русского драматического театра Литвы (более 50 лет на сцене театра), режиссёр, сценограф.
- Метельский Георгий Васильевич[14] (1911—1996), русский писатель и поэт.
- Василий Алексеевич фон Роткирх[15] (1819—1891), генерал-лейтенант, писатель, драматург, исследователь литовской мифологии.
- Смыслов Пётр Михайлович[16] (1827—1891), русский астроном и геодезист, генерал-майор.
- Трутнев Иван Петрович[17] (1827—1912), художник, участник выставок передвижников, создатель и руководитель Виленской рисовальной школы.
- Цейдлер Михаил Иванович[18] (1816—1892), генерал-лейтенант, скульптор и живописец, приятель М. Ю. Лермонтова.
- Шверубович Иоанн Васильевич[19] (1833—1910), священник, настоятель Никольской церкви, отец актёра Василия Ивановича Качалова.
- Шолкович Семён Вуколович (1840—1886), публицист, историк, археограф.
- Щербатов Александр Петрович[20] (1836—1906), русский военный деятель и историк, генерал от инфантерии.

## Галерея

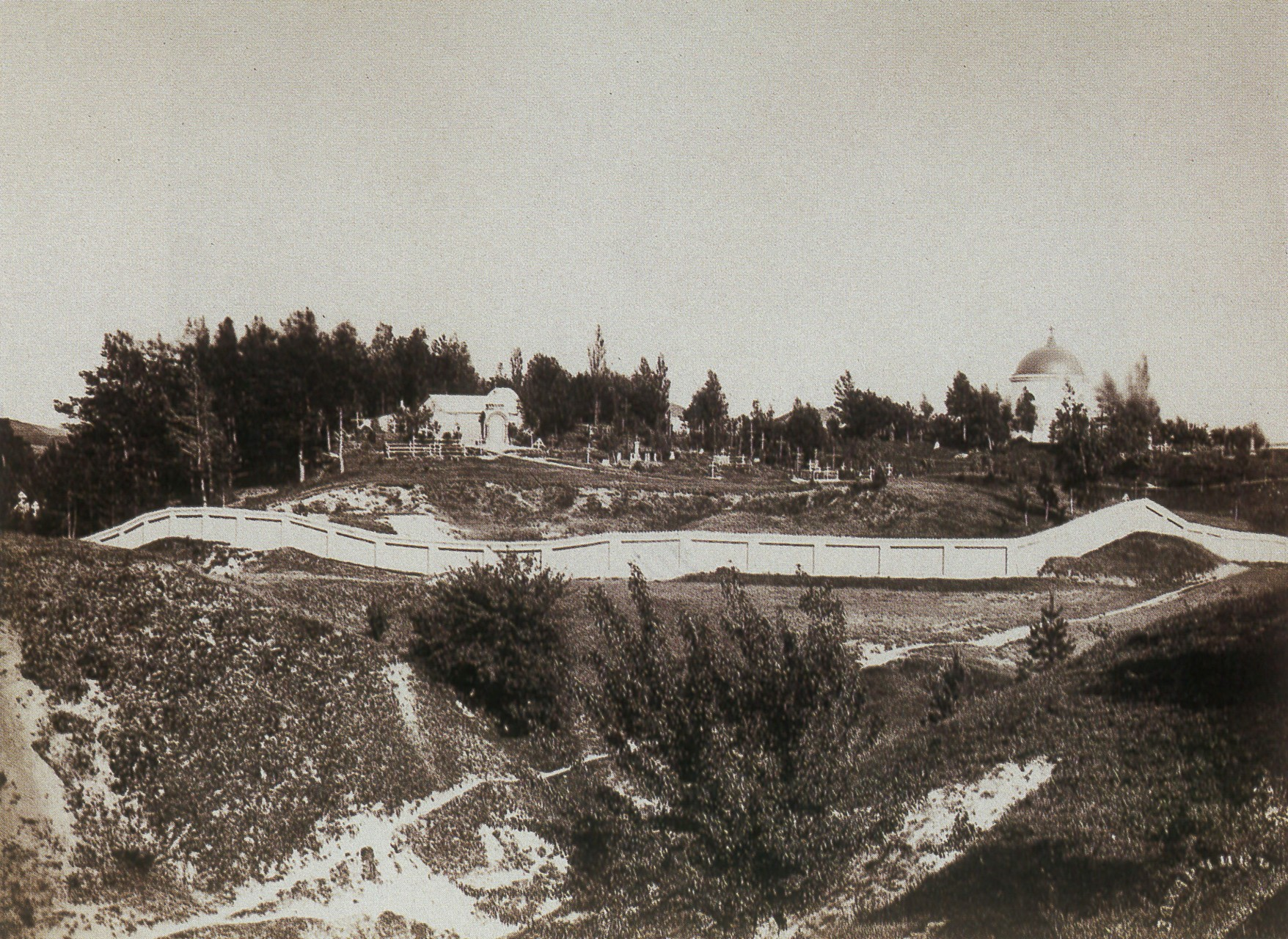
Кладбище во второй половине XIX века
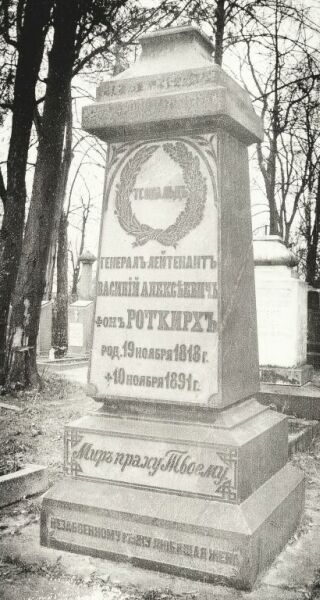
Могила В. А. фон Роткирха
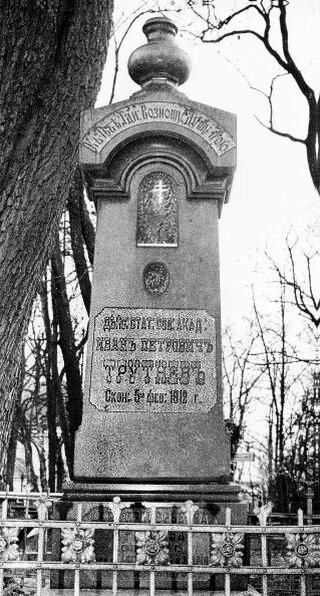
Могила И. П. Трутнева
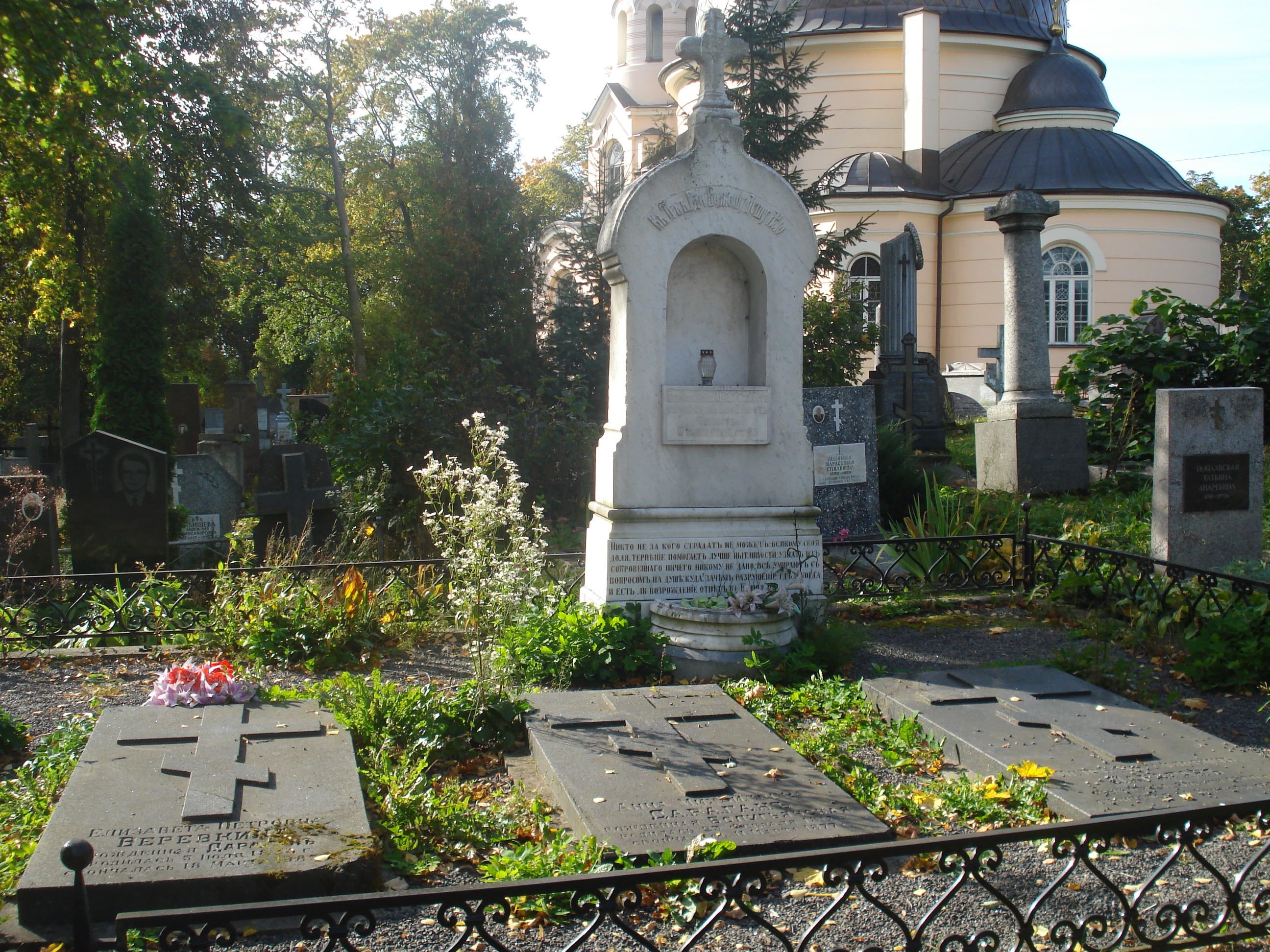
Могилы Е.П.Верёвкиной (урождённой Дараган), А.М. Дараган и П.М. Дарагана
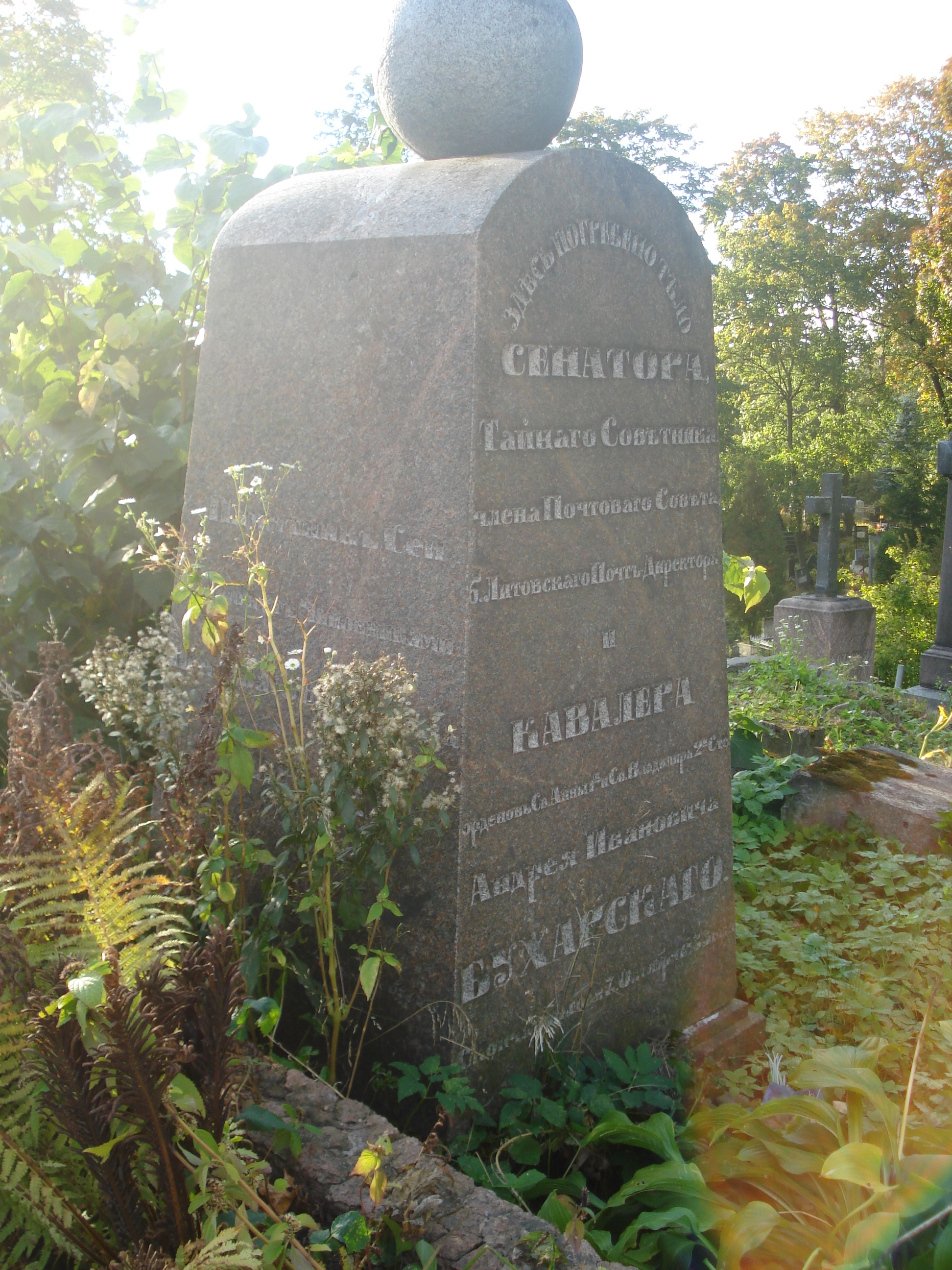
Надгробие А. Бухарского
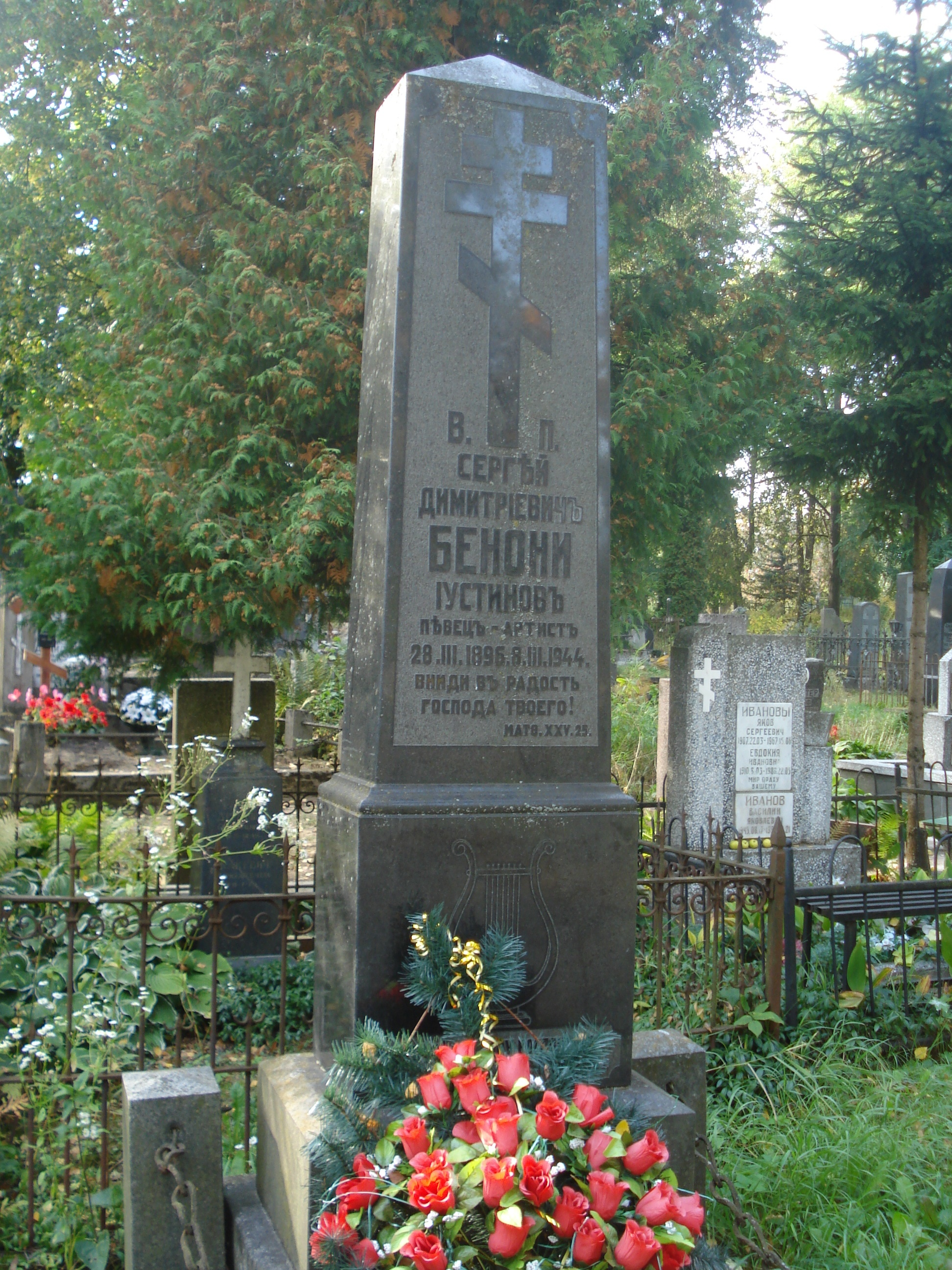
Надгробие артиста Сергея Димитриевича Бенони-Иустинова (1896—1944)
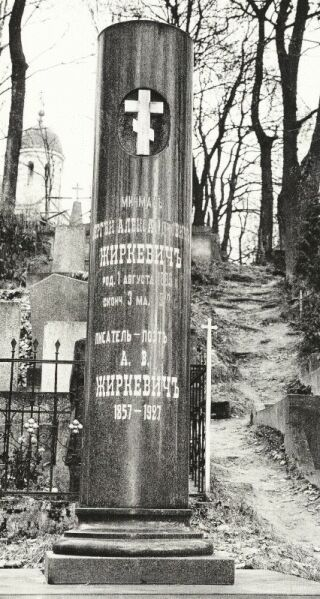
Надгробие юриста и писателя Александра Владимировича Жиркевича (1857—1927)
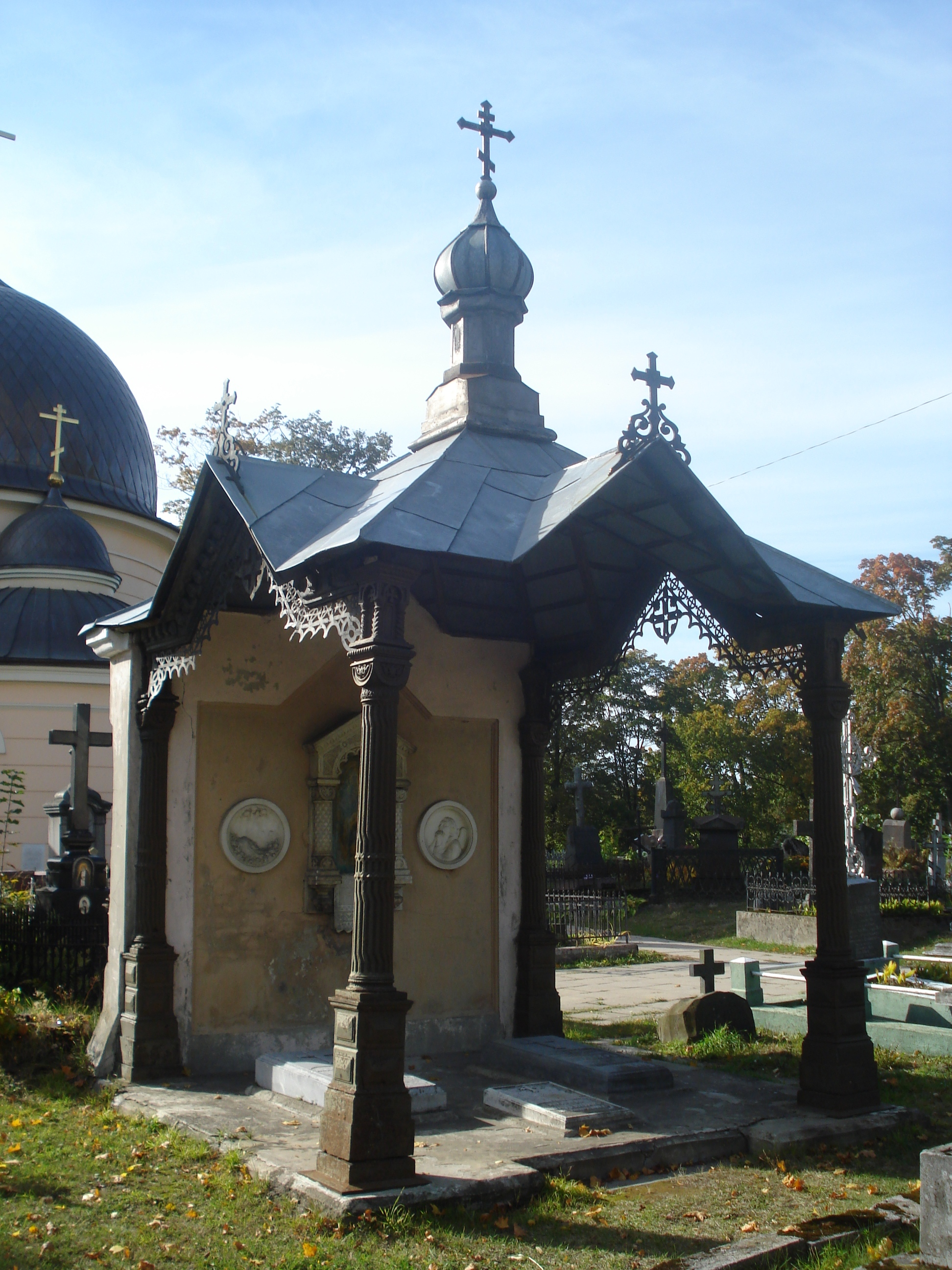
Семейная усыпальница Цейдлеров
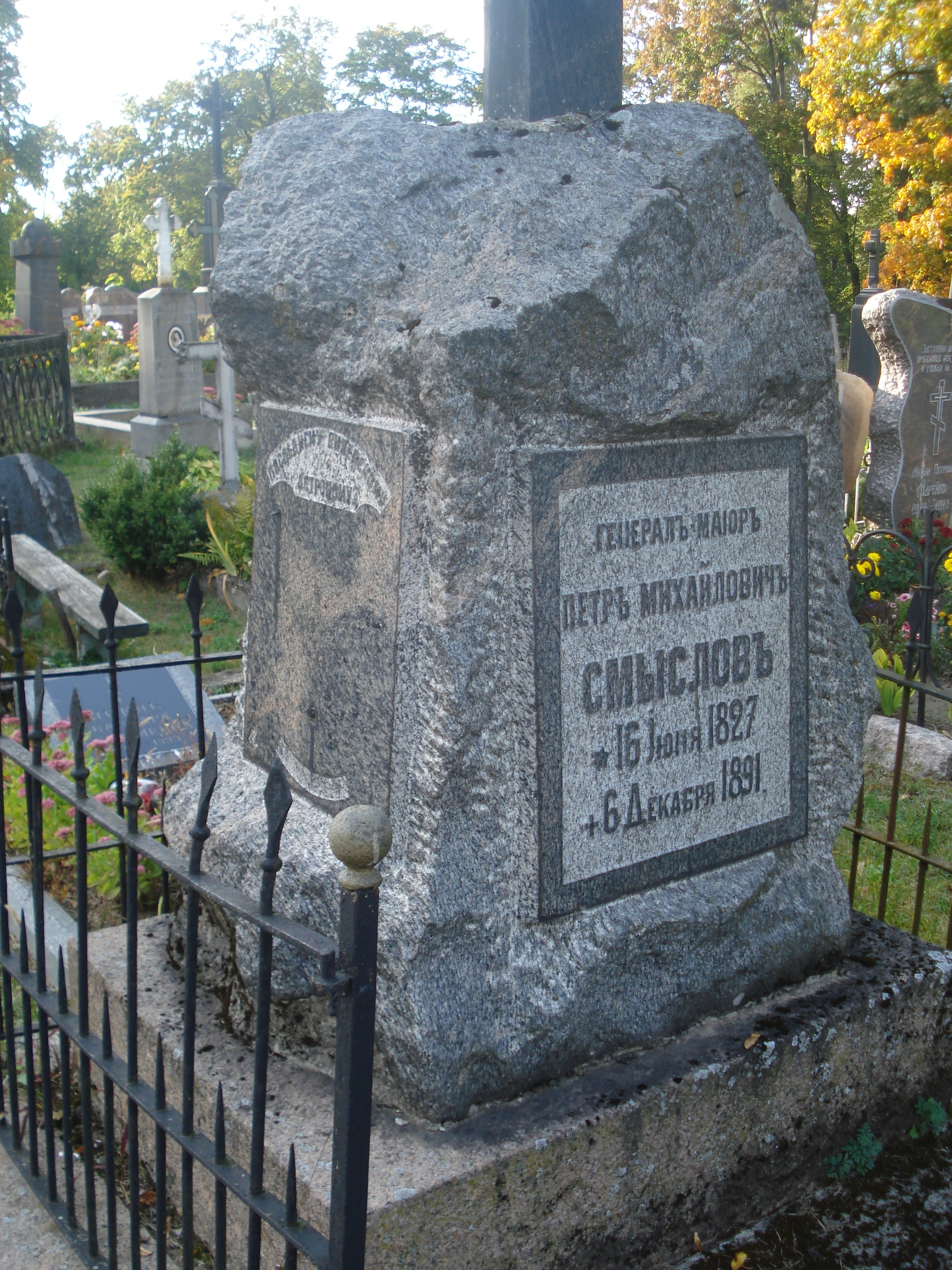
Могила астронома и геодезиста П.М. Смыслова
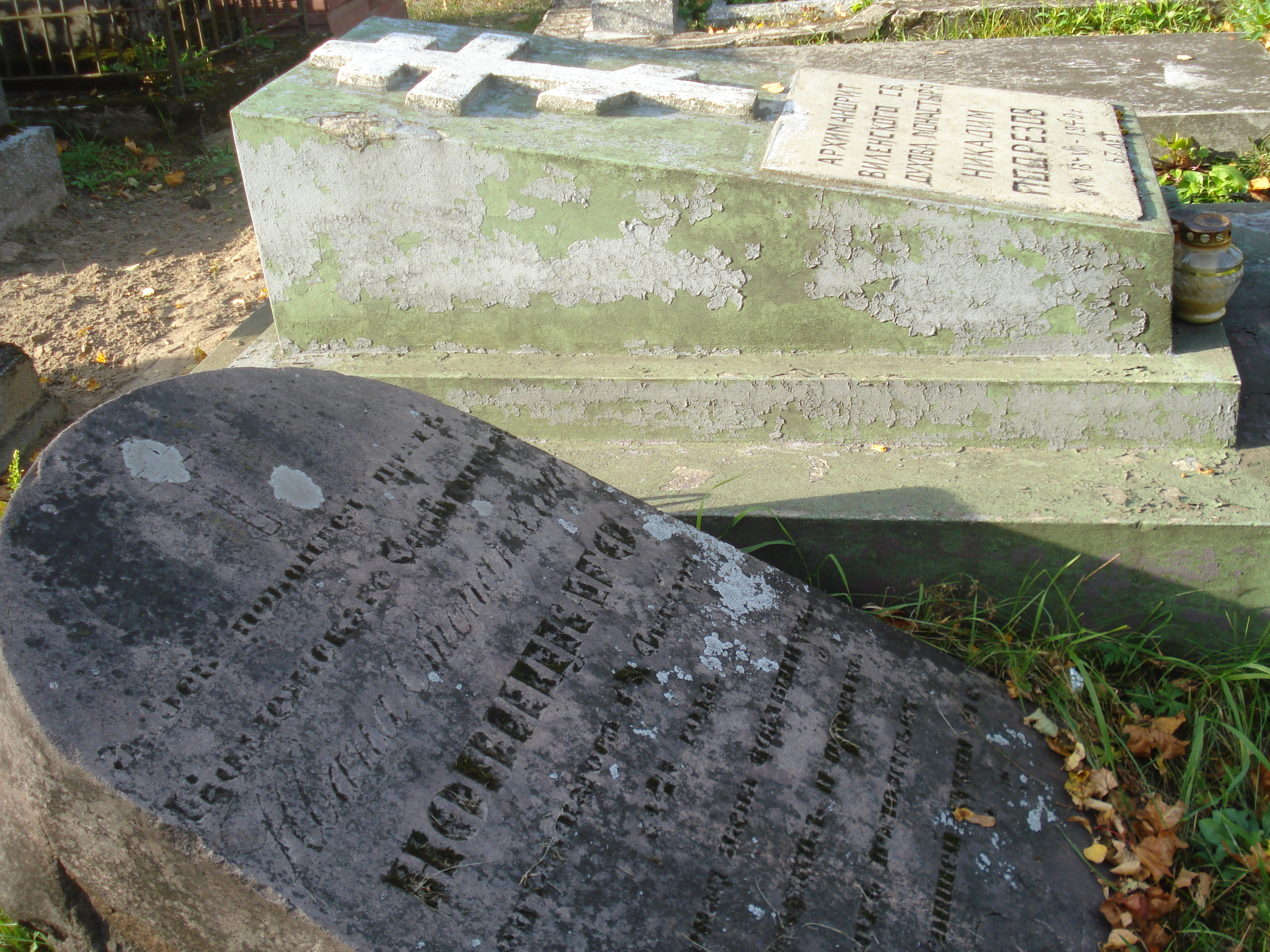
Могилы коллежского советника Ивана Степановича Новицкого (ум. 1841) и архимандрита Виленского Свято-Духова монастыря Никадима Подрезова (ум. 1949)
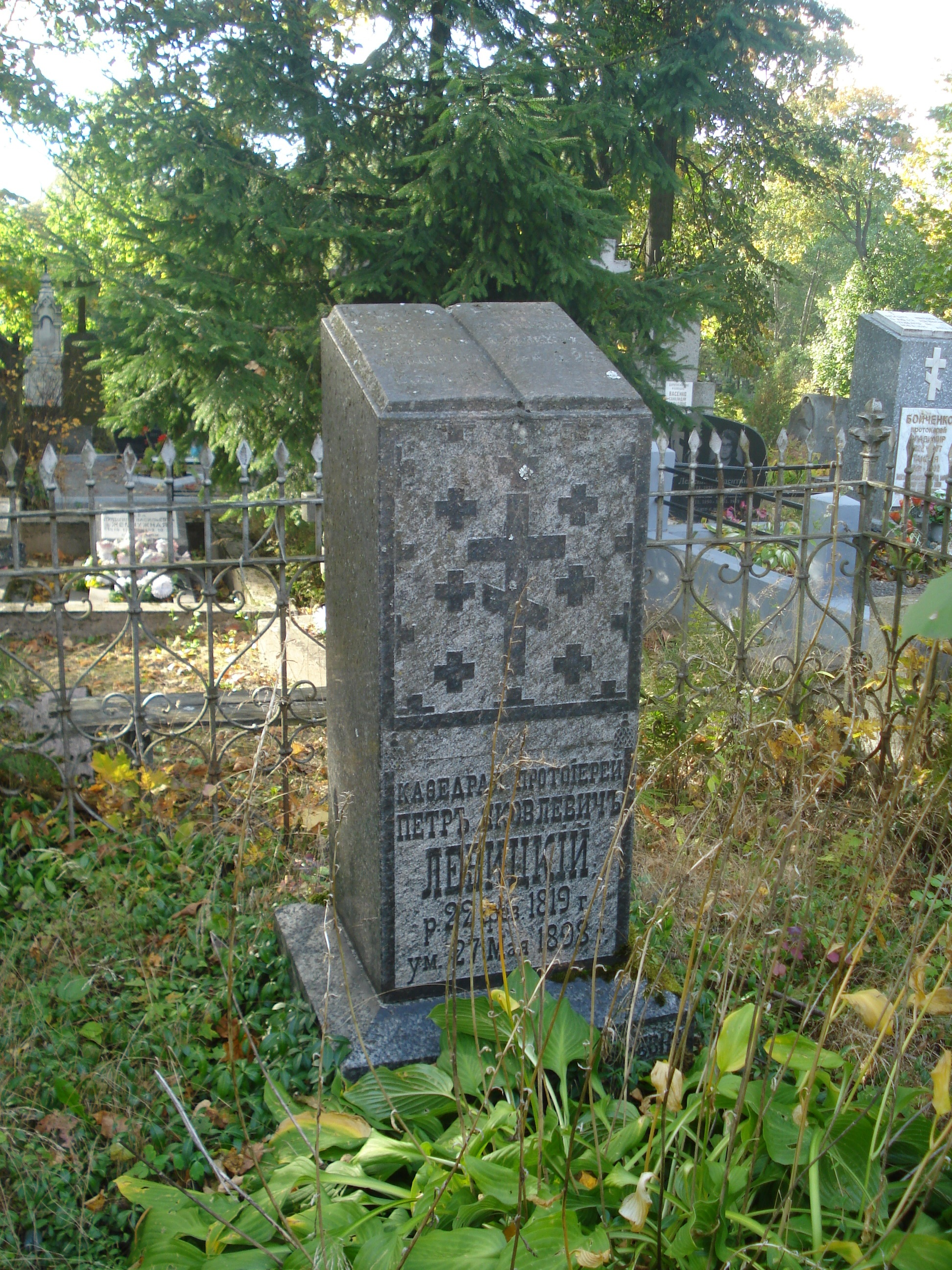
Могила кафедрального протоиерея Петра Яковлевича Левицкого (1819—1898)
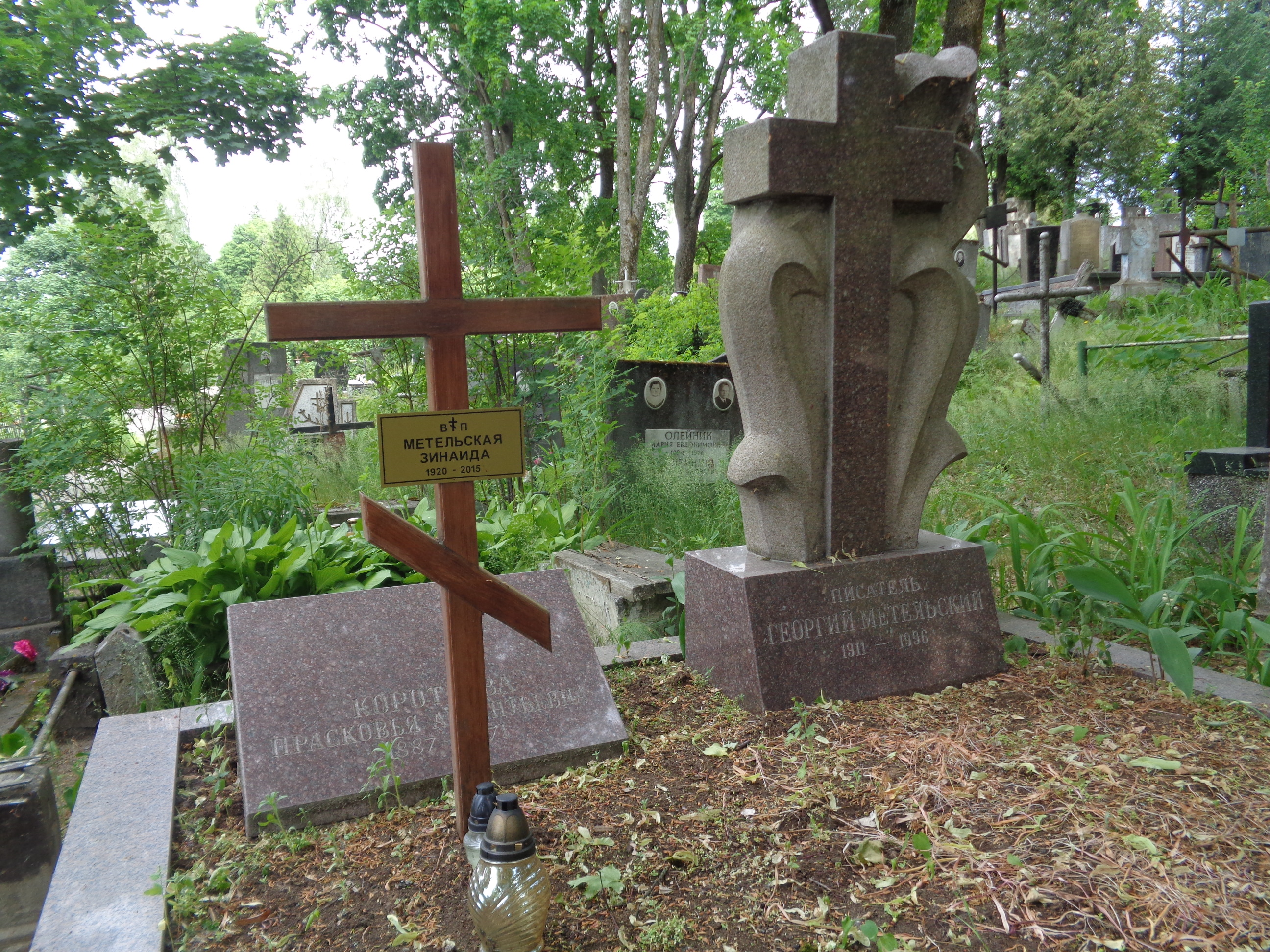
Могила писателя Г.В. Метельского
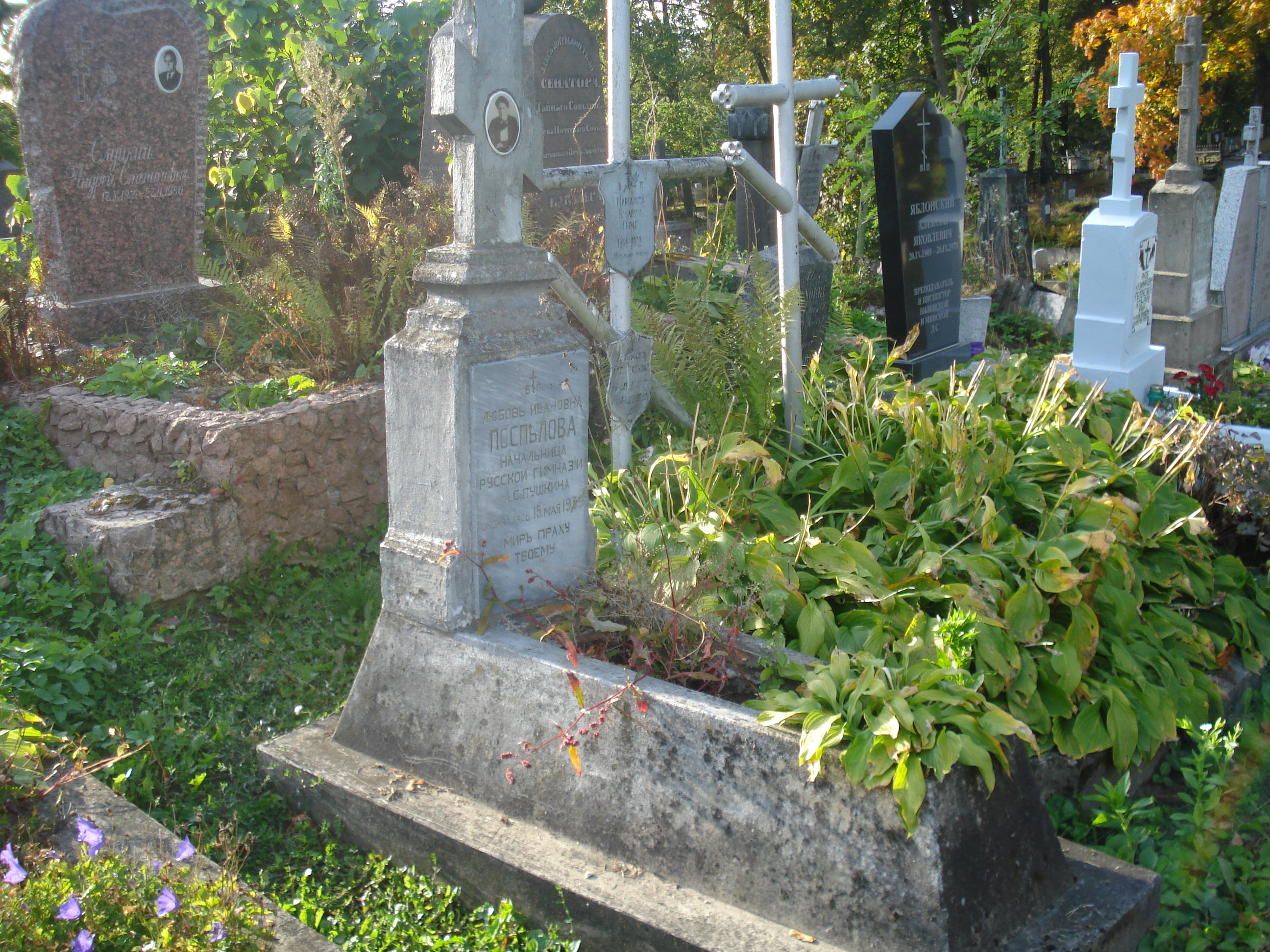
Могила Поспеловой Любови Ивановны (ум. 1939), начальницы русской гимназии А.С.Пушкина
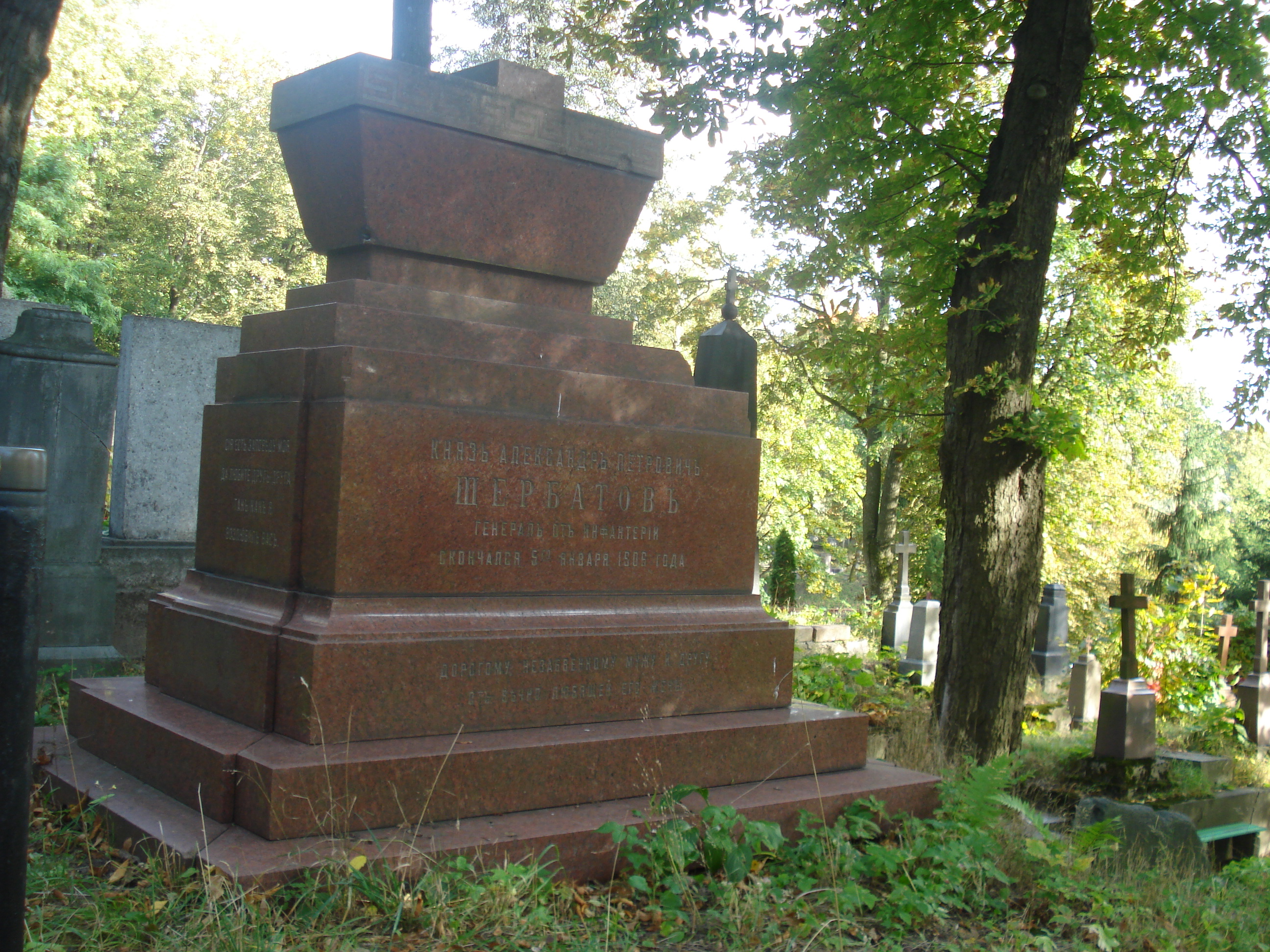
Могила А.П. Щербатова (1836—1906), историка, генерала от инфантерии